# مخابرات در افغانستان
همزمان با پیشرفت تخنیک و تکنالوژی مخابرات افغانستان نیز غرض سهولت از آن استفاده نموده است. افغانستان تا اکنون مبلغ ۲ میلیارد دالر آمریکایی در عرصه مخابرات کشور سرمایه‌گذاری نموده است که از آن جمله ۵ شرکت شخصی مانند شبکه‌های مخابراتی افغان بیسیم، روشن، ام تی ان افغان تیلی کام و اتصالاتمی باشد. و یک شرکت بنام سلام مشترک بین دولت و شخصی  می‌باشد.
این آمار نشان می‌دهد که ۹۰ درصد خاک افغانستان تحت پوشش خدمات مخابراتی قرار دارد. مجموع استفاده‌کنندگان موبایل در افغانستان به ۲۷٫۶۷ میلیون نفر در سال ۲۰۲۴می‌رسید که ۶۴٫۶ جمعیت خاک را در بر می‌گیرد. درسال ۲۰۲۲ تعداد ۹.۲۳ میلیون نفر از انترنت استفاده می‌نمودند که ۲۲٫۹ فیصد جمعیت آنگشور را در بر می‌گرفت.

## پیشینه
در زمان حکمروايی امير عبدالرحمن خان، درسال ۱۸۹۵ پسر عبدالرحمن خان به ‏نام نصرالله خان به انگلستان سفر کرد. پس از برگشت علاوه بر ساير تحايف يک ‏دستگاه تيلفون هم برايش اهدا شده بود. نصرالله خان پس از بازگشت، تيلفون را در ‏تحويلخانه انداخته بود‎"‎
برای اينکه در مورد اهميت آن چيزی نمی دانست. تا اينکه پس از چندين سال انجنير ‏هندی به نام نرنداس جهت ماموريتی به کابل آمد. او در خلال کار هايش دستگاه ‏تيلفون را در تحويل خانه ديد‎.‎
انجنير هندی با گرفتن اجازه از وليعهد سردار حبيب الله خان، اولين لين تيلفون که ‏توسط يک سيم يک لينه مسی کار می کرد بين مقر حبيب الله خان و سردار نصرالله ‏خان که حدود يک کيلو متر فاصله داشت تمديد کرد‎.‎
به همين ترتيب لين دوم از مقر حبيب الله خان تا قوماندانی کوتوالی کشيده شد و لين ‏سوم از دروازه ارگ تا باغ بابر و بعدش به باغ بالا کشيده شد. سپس لين طويل تری ‏تيلفون از مقر نصرالله خان تا چهل تن و پغمان ولسوالی های کابل امتداد يافت‎.‎
در سال ۱۹۰۹ اولين لين تيلفون از کابل تا جلال آباد و بعد از آن لين ديگر از ‏جلاآباد تا لغمان تمديد يافت‎.‎
ولی اين همه تيلفونها درخدمت اشخاص بلند رتبه دولت بود و مردم عام به سادگی به ‏آن تيلفون ها دسترسی نداشتند.‎
در سال ۱۹۵۵ وزارت‌خانه‌ای با نام مخابرات در افغانستان تأسیس گردید. 
افغانستان در جهان ارتباطات الکترونیکی با نصب تیلفون سیمدار در سال ۱۸۹۸ در قصر ارگ (محل اقامت شاه) در کابل، گام برداشت.
در سال ۱۹۰۸ یک سیستم کوچک تیلفون با ظرفیت ۲۵ لین بطرف شمال قصر ارگ نصب گردید. خدمات تیلگرافی نوع دیگری از تسهیلات مخابراتی بود که در سال ۱۹۱۴ در افغانستان راه اندازی شد. نصب سیستم تیلگرافی به طاقت دو کیلووات اساساً به مقصد اهداف نظامی در باغ بابر نصب گردیده بود. 
در سال ۱۹۱۹، چندین سیستم تیلفون (سیوچبوردها) ۵۰ لینه و ۱۰۰ لینه در پسته خانه شاه دوشمشیره نصب گردیده بود. در همین سال برای اولین بار برای ۱۴ محصل بورس تحصیلی داده شده بود تا در رشته تیلگراف بیسیم در خارج تحصیل نمایند. 
در سال ۱۹۲۰، ماشین تیلگرافی دیگری ساخت انگلستان در کابل نصب گردید که تا سال ۱۹۳۲ از آن استفاده می‌گردید. 
افغانستان در ماه اپریل سال ۱۹۲۸ عضویت اتحادیه بین المللی تیلگراف (ITU) را حاصل نمود. (نام اتحادیه بین‌المللی تیلگراف در سال ۱۸۶۵ به وجود آمد و در سال ۱۹۳۲ نام آن به اتحادیه بین المللی مخابرات مبدل گردید). 
در سال ۱۹۳۰، هفت پایه ماشین تیلفون و تیلگراف موج کوتاه از کمپنی مارکونی ایتالوی خریداری گردید و در شهرهای کابل، هرات، مزارشریف، میمنه و خوست نصب و منتاژ شد. در اواخر سال ۱۹۳۳، سیستم دیگری با آنتن طاقت بلندتر از همان کمپنی خریداری شده و در تعمیر مرکزی تیلگراف در کابل نصب و منتاژ گردید. در سال ۱۹۴۹، یک پایه دستگاه تیلفون ریلی اتومات با ظرفیت ۱۳۰۰ لین خریداری شد و شبکه کیبلی آن در سال ۱۹۵۰ تکمیل گردید. 
در سال ۱۹۵۳، یک پایه دستگاه دیگر تیلفون با ظرفیت ۵۰۰۰ لین از طریق کمپنی سیمنس تهیه گردیده و بعد از تکمیل شبکه آن، در سال ۱۹۵۷ به کار انداخته شد.
با تهیه تجهیزات فرعی از کمپنی سیمنس، وزارت مخابرات و صلیه‌های تیلفون بین کابل و مزار شریف و بین کابل و قندهار در سال ۱۹۵۹ ایجاد شد. 
در سال ۱۹۶۱، یک پایه دستگاه ۱۵۰۰ لینه از کشور چکسلواکیا خریداری شده و در شهر کابل نصب گردید. در همین سال وصلیه بین کابل و کندهار ایجاد شد. همچنان کابل با تورخم و بخش شمال کشور وصل گردید.
در همان موقع خدمات مخابراتی با استفاده از سیستم‌های سه چینله و ۱۲ چینله و به طول تقریباً ۱۴۰۰۰ کیلومتر شبکه لین دار در سرتاسر افغانستان عرضه می‌گردید. وصلیه‌های زمینی به منظور اجرای مخابره‌های بین‌المللی و ترانزیت به بعضی از کشورهای همسایه مانند پاکستان، ایران و ترکیه نیز مورد استفاده قرار داشت. تعداد مجموعی چینل‌ها در آن موقع متجاوز از ۱۲۰ چینل بود.
نظر به ازدیاد تقاضا برای خدمات تیلفون، یک پلان توسعه شبکه در شبکه در شهر کابل در سال ۱۹۶۴ راه اندازی شده بود. بر اساس همین پلان ۳۰۰۰ لین تیلفون در شیرشاه مینه، ۳۰۰۰ لین تیلفون در شهرنو، ۲۰۰ لین تیلفون در پلچرخی و ۵۰۰۰ لین تیلفون در ساحه مرکزی شهر کابل توسعه داده شده بود. شبکه متذکره به‌طور مکمل در سال ۱۹۶۹ به فعالیت آغاز کرد. 
اولین ستیشن ترانسیور رادیویی به طاقت ۲۰ کیلوات در شهر کابل نصب گردید که کابل را با پاریس از طریق رادیو وصل کرده بود. 
در اواخر سال ۱۹۶۴ یک فرستنده رادیویی به طاقت ۱۰ کیلوات و دو ستیشن آخذه از کمپنی فلیپس (نیدرلند) تهیه گردیده بود و به منظور تأمین مخابره با مراکز ترانزیت در پاریس، دهلی جدید، لندن و مسکو مورد استفاده قرار داده شده بود.
در سال ۱۹۷۳، پروژه شبکه توسعوی (پروژه دوم تیلی کمونیکیشن) با مشوره تخنیکی اتحادیه بین المللی تیلی کمونیکیشن در شهر کابل راه اندازی گردید.
با تطبیق پروژه سوم، دستگاه‌های اتومات فرعی شهری در شهرنو، خیر خانه و مکرویان نصب شده بود. تهیه تجهیزات شبکه از طریق کمپنی زیمنس به تعداد ۱۳۲۰۰ لین تیلفون را در شهر کابل فعال نموده بود.
افغانستان در سال ۱۹۷۹ عضویت جمعیت مخابراتی آسیا پسفیک (APT) را حاصل نمود.
در سال‌های ۱۹۸۳ و ۱۹۸۴، دستگاه‌های نوع کراسبار در شهرهای کابل، جلال آباد، پروان، پلخمری، شبرغان و کندوز نصب گردید.
در اواسط دهه ۷۰، خدمات اساسی مخابراتی به شمول تیلفون و تیلگراف در افغانستان در سطح ولسوالیها قابل دسترسی بود. هرچند سیستم مخابراتی اکثراً محدود به بعضی بخش‌های حکومت بود، مردمان محل نیز دسترسی محدود به خدمات داشتند. 
در دو دهه گذشته (سال‌های ۸۰ و ۹۰)، ناآرامی‌های سیاسی – اجتماعی و همچنین جنگ نه تنها زیربناها و ثروت افغانستان را منهدم نمود، بلکه سیستم‌های مخابراتی را نیز تخریب نمود و به آن رسیدگی صورت نگرفت. در اکثر بخش‌های کشور حتی خدمات مخابراتی بسیار ضروری موجو نبود.
بعد از اینکه حکومت مؤقت در سال ۲۰۰۱ در افغانستان ایجاد شد، روزنه‌های جدید سیاسی و احیای مجدد اقتصادی – اجتماعی و بازسازی در افغانستان باز گردید. 
در جریان سال ۲۰۰۲، بعد از ایجاد حکومت انتقالی و متعاقبا پس از تشکیل حکومت در سال‌های ۲۰۰۳ و۲۰۰۴ از طریق انتخابات، همزمان با پروسه ثبات سیاسی، حکومت محیطی مناسب را برای سکتور خصوصی به وجود آورد تا افغان‌ها را در ساحات مختلفه زندگی شان از طریق منظوری سیستم خصوصی سازی بطوررسمی کمک نماید.
نظر به موقعیت جغرافیایی افغانستان که بیشترین بخش‌های آن توسط کوه‌ها احاطه شده‌است و تعدادی زیادی از مردم افغان در داخل و خارج از افغانستان متفرق شده‌اند، تسهیلات و خدمات مخابراتی یک موضوع بسیار مهم برای اعمار مجدد افغانستان است.
از سال ۲۰۰۱، وزارت مخابرات و تکنالوژی معلوماتی از جمله اولین ادارات افغانستان بود که ستراتیژی و پالیسی‌های عمومی را برای سکتور مخابرات ترتیب نمود تا کمپنی‌ها و ادارات خصوصی را به منظور سرمایه‌گذاری در بخش مخابرات و بکار انداختن سیستم‌های مخابراتی قادر نماید.

## شرکتهای مخابرانی افغانستان
1. افغان تیلی کام (خدمات 4‏G‏ را ارائه می دهد
2. افغان بی سیم (ارائه خدمات 4‏G‏)‏
3. اتصالات (ارائه خدمات 4‏G‏  )‏
4. گروه ‏MTN‏ (ارائه خدمات 4‏G‏)‏
5. روشن (ارائه خدمات 4‏G‏)‏
6. تصدی شبکه سلام مشترک دولت و شخصی خدمات 3‏G‏ را ارائه می دهد[۶]